# 孫寶琮
孫寶琮（?—?），直隸省承德府朝陽縣人，清朝政治人物、同進士出身。
光緒三年（1877年），参加丁丑科殿試，登進士三甲第100名。同年五月，授內閣中書。